# Франсіско Сулуага
Франсіско Сулуага (ісп. Francisco Zuluaga, нар. 4 лютого 1929, Медельїн — пом. 8 листопада 1993) — колумбійський футболіст, що грав на позиції захисника. По завершенні ігрової кар'єри — футбольний тренер.
Виступав, зокрема, за клуб «Мільйонаріос», а також національну збірну Колумбії. Згодом працював з цими командами як тренер.

## Клубна кар'єра
У дорослому футболі дебютував 1948 року виступами за команду клубу «Мільйонаріос», в якій провів чотирнадцять сезонів, взявши участь у 297 матчах чемпіонату. Більшість часу, проведеного у складі «Мільйонаріос», був основним гравцем захисту команди. Протягом цього часу п'ять разів ставав чемпіоном Колумбії.
Протягом 1962—1963 років досвідчений захисник грав за «Санта-Фе», а завершив професійну ігрову кар'єру у клубі «Атлетіко Насьйональ», за команду якого провів дві гри 1964 року.

## Виступи за збірну
1957 року дебютував в офіційних матчах у складі національної збірної Колумбії. Протягом кар'єри у національній команді, яка тривала 6 років, провів у формі головної команди країни лише 9 матчів, забивши 1 гол.
У складі збірної був учасником першого в її історії чемпіонату світу 1962 року в Чилі, де взяв участь у першій грі групового етапу, який колумбійцям подолати не вдалося. У своєму єдиному матчі на мундіалі відзначився забитим голом, реалізувавши пенальті, призначений у ворота збірної Уругваю, на який суперник відповів двома забитими голами і виграв з рахунком 2:1.

## Кар'єра тренера
Розпочав тренерську кар'єру, повернувшись до футболу після невеликої перерви, 1968 року, очоливши тренерський штаб клубу «Мільйонаріос». Одночасно був призначений головним тренером національної збірної Колумбії. На чолі національної команди не зміг вирішити завдання потрапляння до фінальної частини чемпіонату світу 1970 року і 1969 року був звільнений з посади у збірній.
Того ж 1969 року залишив і «Мільйонаріос», очоливши тренерський штаб «Атлетіко Насьйональ», де пропрацював до 1970 року.
Помер 8 листопада 1993 року на 65-му році життя.